# Municipio de Harrell
El municipio de Harrell (en inglés: Harrell Township) es un municipio ubicado en el  condado de Mitchell en el estado estadounidense de Carolina del Norte. En el año 2010 tenía una población de 1.179 habitantes.

## Geografía
El municipio de Harrell se encuentra ubicado en las coordenadas 36°7′0.41″N 82°11′12.46″O / 36.1167806, -82.1867944.